# Matrassa
Matrassa ist eine Rotweinsorte. Sie ist nach einem Ort in ihrem Hauptverbreitungsgebiet in Aserbaidschan benannt. Weitere Anbaugebiete finden sich um Rostow, auf der Krim und in Kasachstan.
Aus Matrassa werden meist dunkelrote Tisch- und Dessertweine gekeltert. Sie wird auch als Bestandteil des roten Krimsekts verwendet.
Siehe auch den Artikel Weinbau in der Ukraine sowie die Liste von Rebsorten.

## Synonyme
Die Rebsorte Matrassa ist auch unter den Namen Chirai, Chirai kara, Kara Chirei, Kara Chirai, Kara Schirai, Kara Scirai, Kara Scirei, Kara Shirai, Kara Shirei, Madrasa, Matrasa, Matrasse, Sevi shirai, Shirai, Shirai kara, Shirei, Shirei kara und Sirei bekannt.